# Lünerseebahn

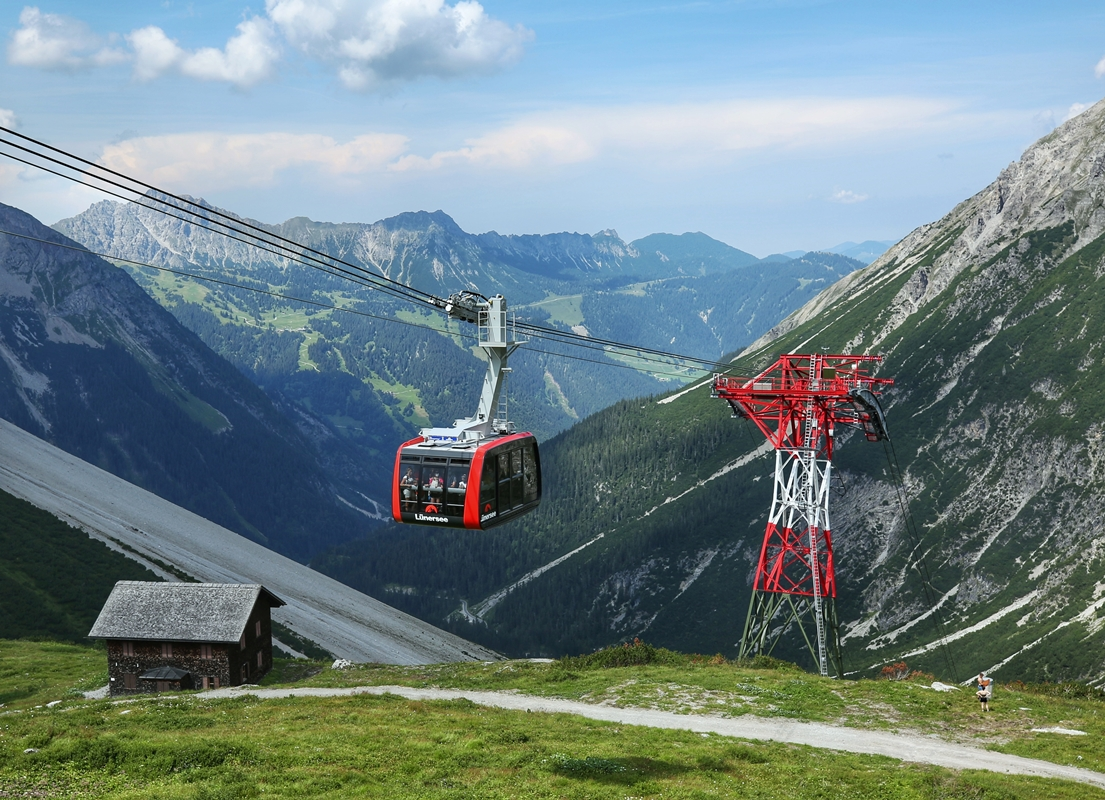
Lünerseebahn (August 2020)

Die Lünerseebahn ist eine Luftseilbahn und Pendelbahn im Brandnertal im österreichischen Bundesland Vorarlberg. Sie verbindet die Talstation auf 1568 m ü. A. am Talende im Gemeindegebiet von Brand mit der Bergstation bei der Staumauer des Lünersees im Gemeindegebiet von Vandans auf 1983 m ü. A.

## Geschichte
Ursprünglich als reine Materialseilbahn (max. Tragfähigkeit 6 t) für den Bau und die Erhaltung des Lünersee-Staudamms errichtet, ist die Bahn seit dem Jahr 1959 ein beliebter Weg, um zu Tagesausflügen zum Lünersee oder in die diesen umgebende Bergwelt des Rätikons zu gelangen. Sie wurde aber auch danach bedarfsweise als Güterseilbahn benutzt. Unter anderem verfügte sie über eine Lastenplattform und ein -gehänge, die anstelle der Kabine eingehängt werden und z. B. leichte LKW transportieren konnten. Material- und Lebensmitteltransporte für die Totalphütte werden, sofern sie nicht per Hubschrauber geschehen, ebenfalls mit der Lünerseebahn erledigt. Während sich die Talstation im Brandner Ortsteil Schattenlagant in einem neuen Betriebsgebäude befindet, ist die alte Bergstation am Staudamm baulich mit der Douglasshütte verbunden. Die dortige Gastwirtschaft ist von der Bergstation aus barrierefrei zugänglich.
2019 lief die Konzession der Seilbahn aus, die maximale Betriebszeit von 60 Jahren wurde erreicht. Die bestehende Bahn wurde am 15. September 2019 für den öffentlichen Verkehr geschlossen und ab dann umfassend technisch saniert. Die neue Seilbahn hat eine Kabine für maximal 65 Personen und erbringt eine Förderleistung von 475 Personen pro Stunde. Mit der Inbetriebnahme der erneuerten Bahn führten die Illwerke eine Gebührenpflicht für den früher kostenlosen Parkplatz an der Talstation ein. Zudem verkehrt die Buslinie 81 des Verkehrsverbundes Vorarlberg von Postamt und Bahnhof Bludenz über Brand zur Talstation der Lünerseebahn während der Betriebszeiten der Bahn seither häufiger: in der Hochsaison vormittags und nachmittags im Halbstunden- und mittags im Stundentakt.

## Technische Daten
Als einspurige Pendelbahn hat die Lünerseebahn keine zweite Gondel als Gegengewicht, weshalb der Motor bei der Talfahrt die Bremskraft übernehmen muss. Dabei fungiert dieser als Generator und erzeugt Strom. So werden rund 40 % der verbrauchten Energie zurückgewonnen. Der Umbau wurde von der Fa. Doppelmayr in Wolfurt realisiert. Am 8. August 2020 wurde die neue Lünerseebahn in Betrieb genommen.
- Betreiberin: illwerke vkw Gruppe,
- Planung: Salzmann Ingenieure,
- Hersteller der elektrischen Steuerung: Frey Austria,
- Schräge Länge: 893 Meter,
- Höhendifferenz: 411 Meter,
- größte Höhe über Grund: 140 m,[4]
- Fahrgeschwindigkeit: maximal 10 m/s,
- Förderleistung: Maximal 475 Personen pro Stunde,
- Fahrbetriebsmittelhersteller: Carvatech,
- Fahrbetriebsmittelkapazität: 1 × 65 Personen zzgl. ein Kabinenbegleiter,
- Seilhersteller: Fatzer
- Seildurchmesser Tragseil: 48 mm,
- Seildurchmesser Zugseil: 34 mm,
- Motornennleistung: 640 kW.[5]

Eine von mehreren angedachten Varianten, die Talstation in die Nähe der Palüdbahn zu verlegen, eine Bahn mit einer Länge von fast 4,6 Kilometern und Stützen mit über 100 Metern Höhe bei einem Investitionsvolumen von rund 25 Millionen Euro zu errichten, wurde fallengelassen.

### Betrieb
Die Bahn fährt nur im Sommerhalbjahr, üblicherweise von Mitte Mai bis Mitte Oktober. Die Anlage befindet sich im Eigentum der Illwerke vkw AG und wird von deren Tochtergesellschaft Golm Silvretta Lünersee Tourismus betrieben.

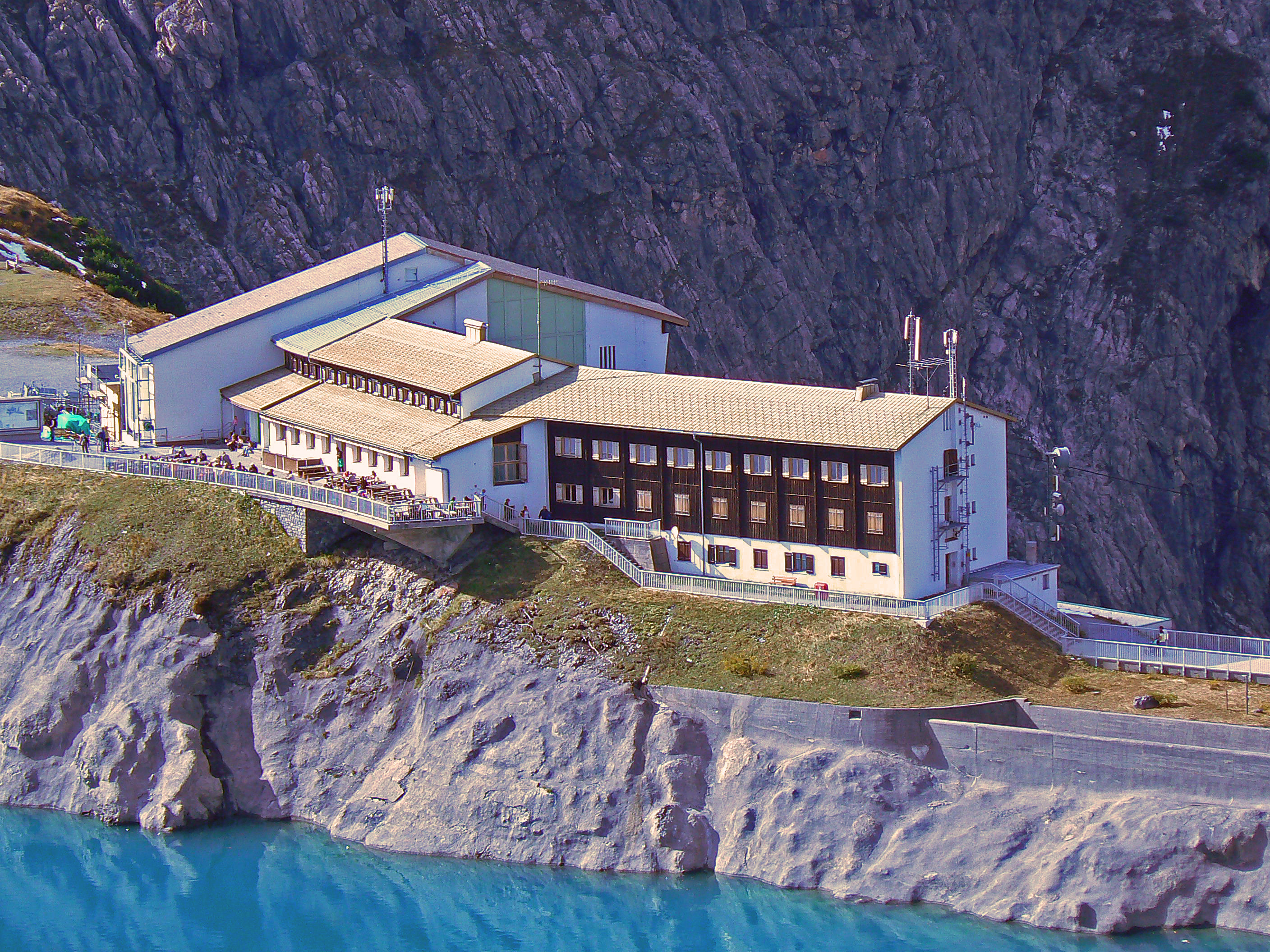
Douglasshütte mit der Bergstation der Lünerseebahn (hinten links)
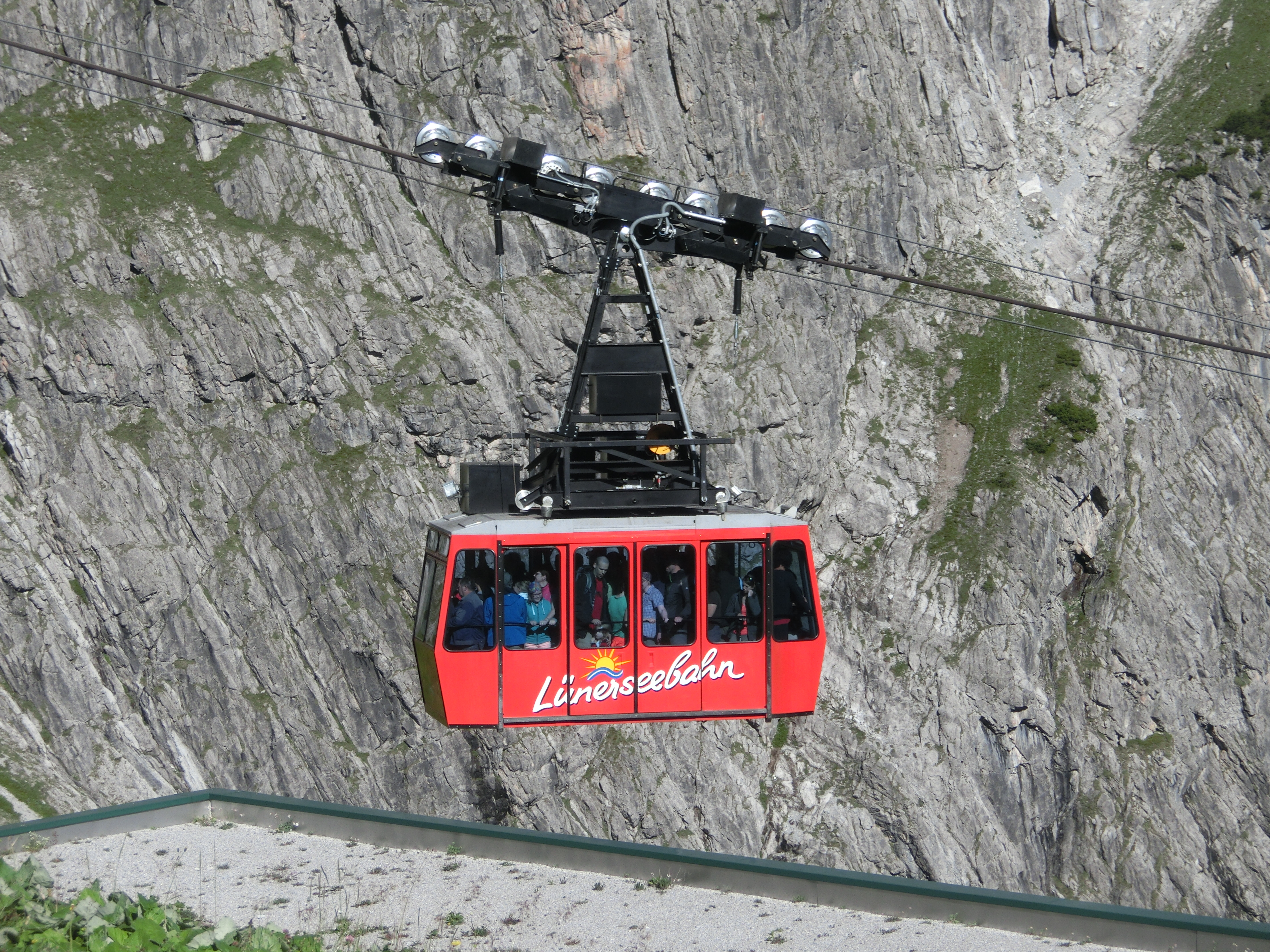
Kabine der bis 2019 bestehenden Lünerseebahn kurz vor Erreichen der Bergstation bei der Douglasshütte
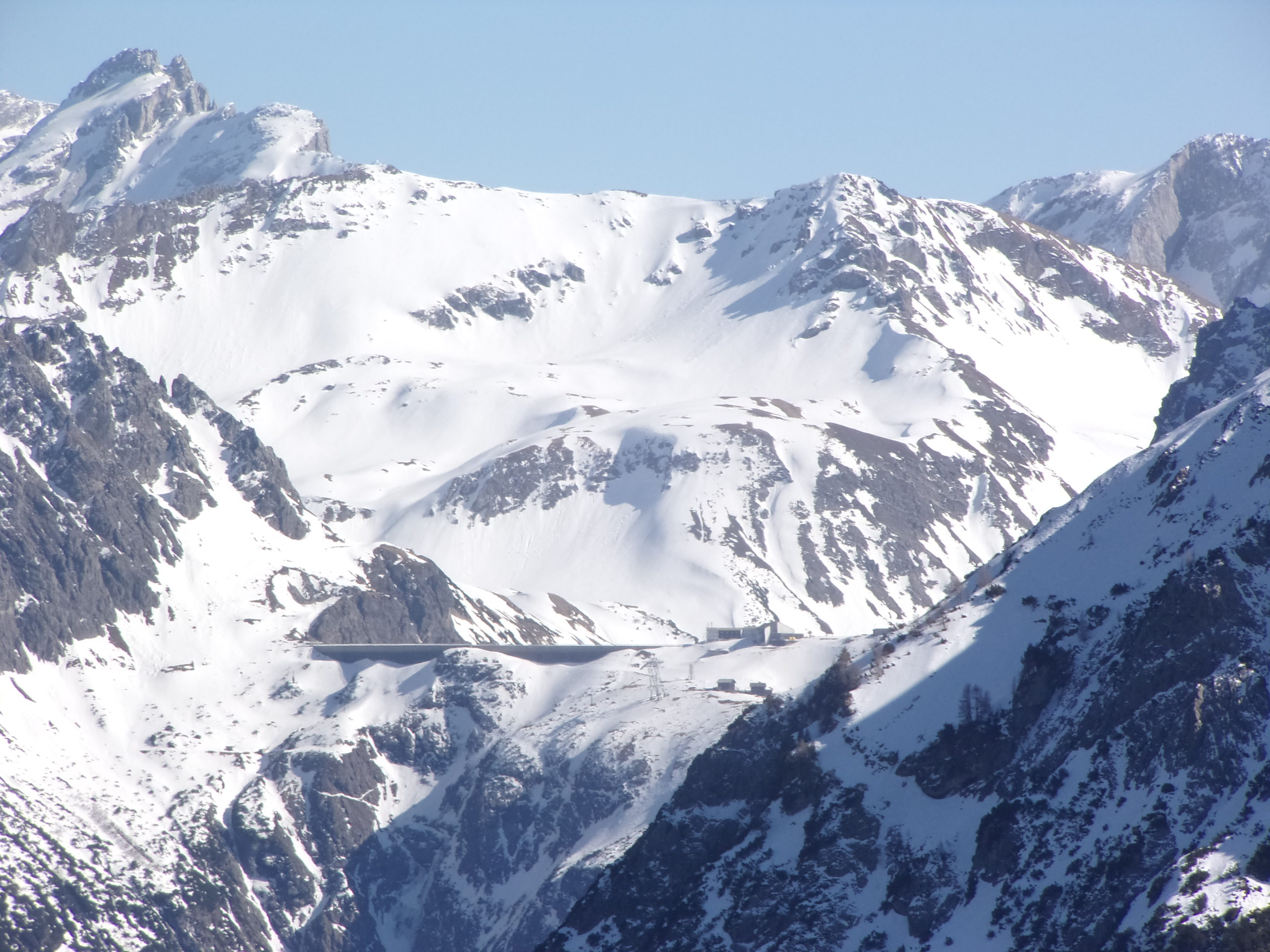
Blick im April 2020 in den Talschluss des Brandnertals mit Staumauer und einer neuen, großen Stütze (anstatt der bisherigen zwei kleineren) der im Umbau befindlichen Lünerseebahn
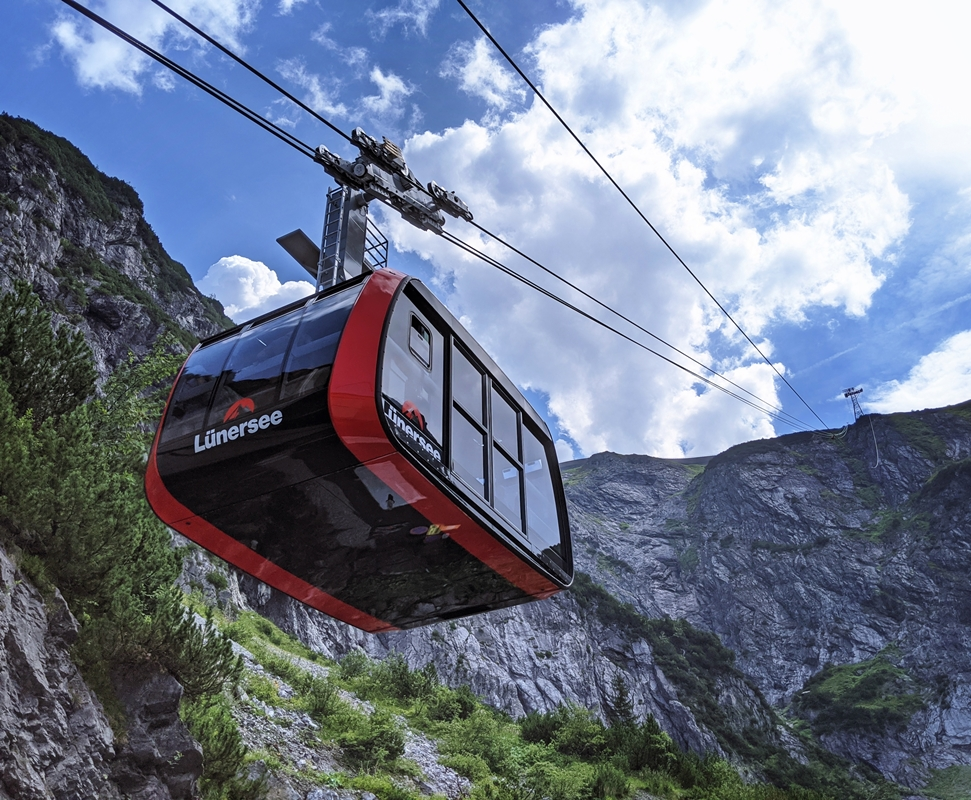
Kabine der 2019/2020 neu erbauten Lünerseebahn